# 峰山町
峰山町（みねやまちょう）は、かつて京都府中郡にあった町。丹後半島の付け根に位置し、丹後国風土記の「天女の羽衣伝説」で知られた。2004年（平成16年）4月1日に大宮町・弥栄町・網野町・久美浜町・丹後町の5町と合併して京丹後市となった。丹後地方の地場産業である丹後ちりめん発祥の地として知られている。また機械金属工業の集積地でもある。

## 象徴

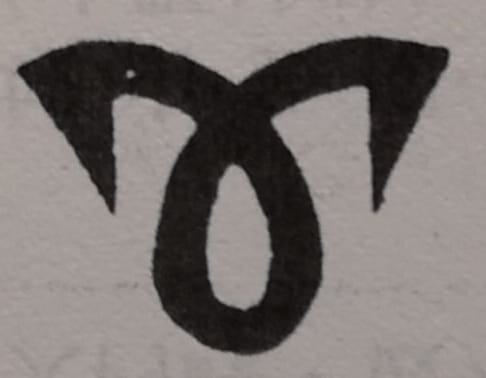
峰山の町章

町章は、峰山町の「M」と「み」を図案化し、結びの線は町民の固い団結を意味し、両翼を広げた翼の形は町の飛躍や発展を表す羽ばたきの姿で表現された。
町の木 はカエデ、町の花はサツキ、町の特産品として丹後ちりめん、地酒、みそ、しょうゆなどがしられた。

## 歴史

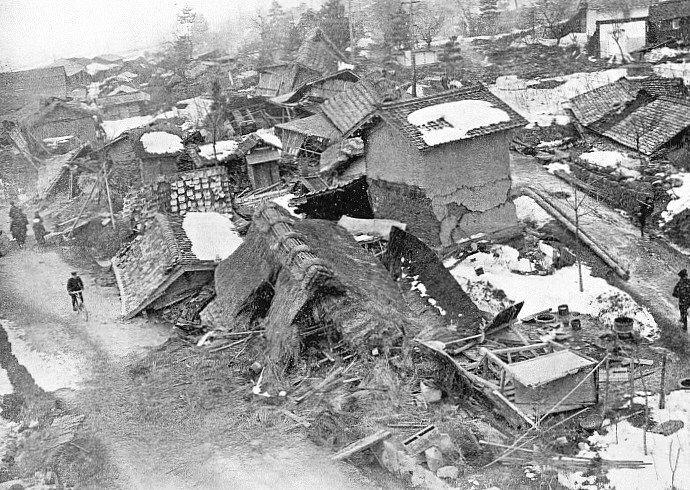
1927年の北丹後地震における峰山町の被害

### 古代
丹後国は713年（和銅6年）に丹波国を分割して設けられた国だが（続日本紀)、峰山町周辺は「丹後国丹波郡丹波郷」（和名抄）であり、古代の丹波国の中心であった。
弥生時代前期の途中ケ丘遺跡・扇谷遺跡があり、大陸系の陶塤（土笛）が出土している。伊勢外宮の故地であり、日本における五穀・養蚕・織物・醸造などの発祥地とする伝承が残る。

### 中世・近世
権現山の山頂には大和国金峯山の末社である蔵王権現が祀られたことから、戦国時代に金峯山になぞらえて「峯山」（嶺山）と名付けられたと推定される。
江戸時代初期から明治まで、峰山藩京極氏の領国として栄えた。
京極氏は、関ヶ原の戦いの後、京極高知の代に信濃国飯田から12万3200石で丹後国に入国した。
高知の没後、宮津藩、田辺藩、峰山藩に分かれることとなる。
峰山藩は、中世から京極氏の居城であった吉原山城から東山麓にあたる峰山へ居城移動し（峰山城）、陣屋を構え（峰山陣屋）、初代から12代まで京極氏が藩主を務めた。
享保年間（1716年～1736年）には絹屋佐平治（森田治郎兵衛）によって丹後ちりめんが生み出され、峰山藩の特産品となった。

### 近代
1869年（明治2年）には峰山町の町の分合や改称が行われ、不断町、上町、織元町、室町、呉服町、浪花町、白銀町、泉町、御旅町、堺町、富貴屋町の11か町となったが、後に吉原町、古殿町、光明寺町、四軒町が加わって15か町となった。この地名が現在も大字名の一部として引き継がれている。
1889年（明治22年）4月1日に町村制が施行された際、峰山町と杉谷村が合併して改めて峰山町が発足した。1927年（昭和2年）3月7日の北丹後地震の際、峰山町における倒壊率は98.8%（1035戸中1006戸）、焼失率は83.5%（1035戸中849戸）、死亡率は24.3%（4584人中1103人）という大きな被害を出した。

### 現代
1951年（昭和26年）11月13日、町内に昭和天皇の戦後巡幸。丹後織物工業協同組合で縮緬製品などを視察、峰山中学校に設けた奥丹郡民奉迎場で奉迎が行われた。
1955年（昭和30年）1月1日には峰山町・吉原村・五箇村・新山村・丹波村の1町4村が合併し、改めて峰山町が発足した。1979年（昭和54年）には増田桂一が峰山町長に初当選し、その後峰山町が合併で廃止されるまで25年間に渡って町長を務めた（7選）。
2004年（平成16年）4月1日に大宮町・弥栄町・網野町・久美浜町・丹後町の5町と合併して京丹後市となった。京丹後市発足後には峰山町役場が京丹後市役所のメイン庁舎として使用されている。京丹後市発足直後には峰山町長の増田が市長職務執行者（暫定市長）を務めている。

## 地理

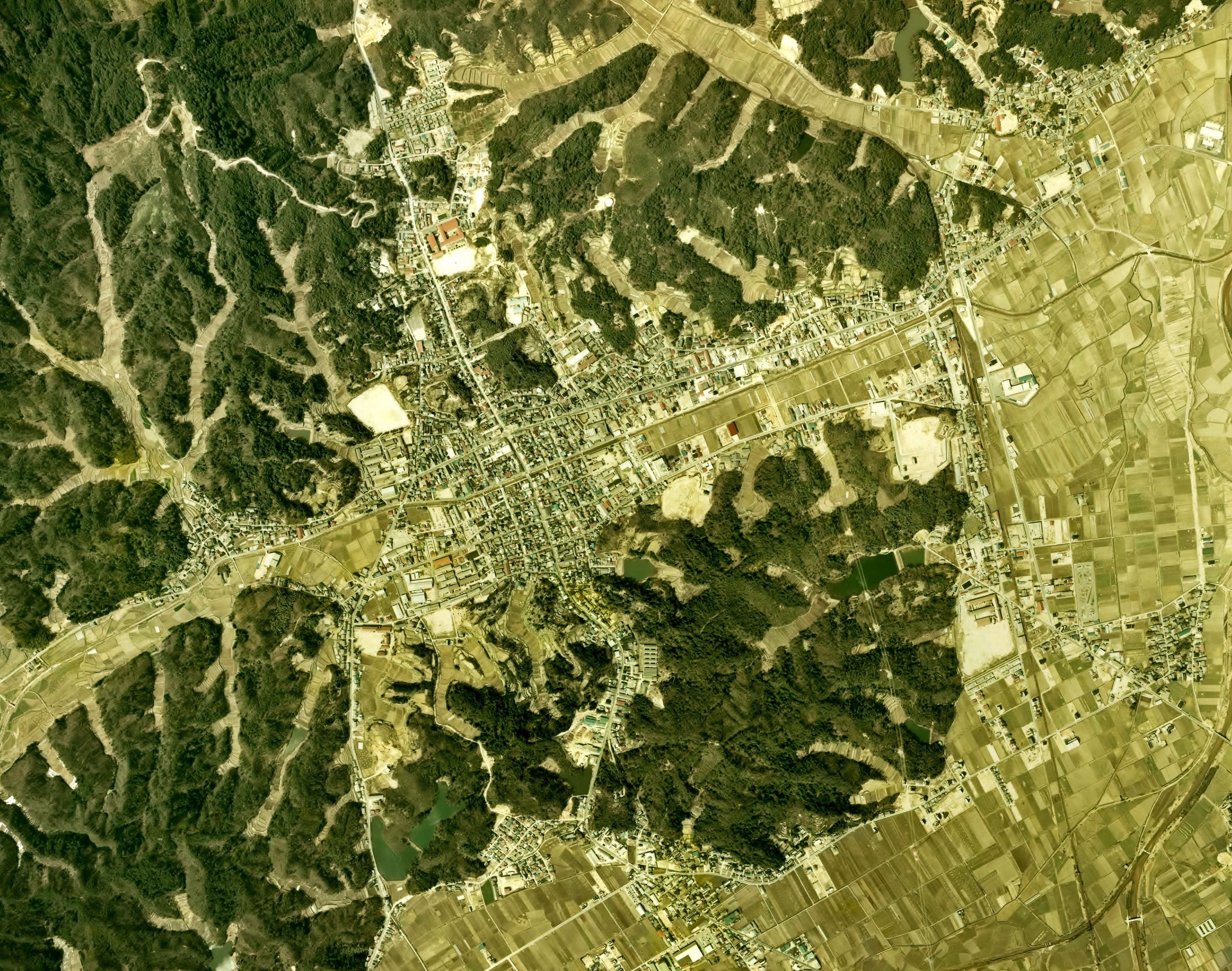
旧峰山町中心部周辺の空中写真。1975年撮影の2枚を合成作成。。

丹後半島の北、東西約40キロメートル、南北約20キロメートルの東北東から西南西にのびる地域は、一般に北丹後と呼ばれ、大部分は山地である。中央部を南北に流れる竹野川を境に、東側は標高500から600メートルの山地が連なる高原状地形、西側は峰山・網野山地、久美浜山地となっている。
竹野川は丹後半島では最大の川であり、京丹後市大宮町五十河から同市丹後町竹野（たかの）までの約31キロメートルを流れている。
峰山町は、この竹野川の中流、中郡盆地に開けた町である。町の面積は67.45平方キロメートル。峰山町内には、鱒留（ますどめ）川、久次（ひさつぎ）川、小西川など、竹野川の支流がある。これらの川の流域には河岸段丘が見られる。
峰山町で最も高い山は南西にある磯砂山（いさなごさん）であり、西に久次岳、東北に小原山（おばらさん）がある。久次岳など西側の山は、凝灰岩などの第三紀の火山性の岩石に覆われている。磯砂山など南側の山は、花崗岩からなる急勾配の山であり、中郡盆地の周りは花崗岩の緩傾斜の山や丘陵となっている。

## 人口と世帯数
| 人口の変遷         | 人口の変遷 | 人口の変遷 |  |
| ------------------ | ---------- | ---------- |  |
| 1970年（昭和45年） | 15,092人   |            |  |
| 1975年（昭和50年） | 15,066人   |            |  |
| 1980年（昭和55年） | 14,911人   |            |  |
| 1985年（昭和60年） | 14,774人   |            |  |
| 1990年（平成2年）  | 14,387人   |            |  |
| 1995年（平成7年）  | 14,026人   |            |  |
| 2000年（平成12年） | 13,564人   |            |  |

| 世帯数の変遷       | 世帯数の変遷 | 世帯数の変遷 |  |
| ------------------ | ------------ | ------------ |  |
| 1970年（昭和45年） | 3722戸       |              |  |
| 1975年（昭和50年） | 3926戸       |              |  |
| 1980年（昭和55年） | 4168戸       |              |  |
| 1985年（昭和60年） | 4301戸       |              |  |
| 1990年（平成2年）  | 4442戸       |              |  |
| 1995年（平成7年）  | 4551戸       |              |  |
| 2000年（平成12年） | 4602戸       |              |  |

- 人口・世帯数はいずれも国勢調査[12][13]。

## 産業
江戸時代に町内の絹屋佐平治によって丹後ちりめんが創織され、これを峰山藩が保護・奨励したことにより、丹後地方の絹織物の集積地として発展、商業の要衝として隆盛した。
戦後は織物業の機械化に伴い生まれたミシン部品、自動車部品、工作機械などの機械金属工業が導入され、急速に発展した。丹後地方のなかでも機械金属工業にかかわる問屋、組合、金融機関が峰山町に集中し、そのため、第3次産業就業割合が高く、1960年には峰山町商工会が誕生した。
農業は稲作が中心で、蔬菜や豆類、種苗種木類なども栽培されていた。
|           | 峰山町 | 大宮町 | 網野町 | 丹後町 | 弥栄町 | 久美浜町 |
| --------- | ------ | ------ | ------ | ------ | ------ | -------- |
| 第1次産業 | 943    | 850    | 939    | 872    | 727    | 2,280    |
| 第2次産業 | 3,374  | 3,302  | 5,734  | 2,329  | 1,743  | 2,808    |
| 第3次産業 | 3,764  | 1,820  | 3,254  | 1,633  | 1,136  | 2,663    |

＊国勢調査（15歳以上の常住地）による

### 工業

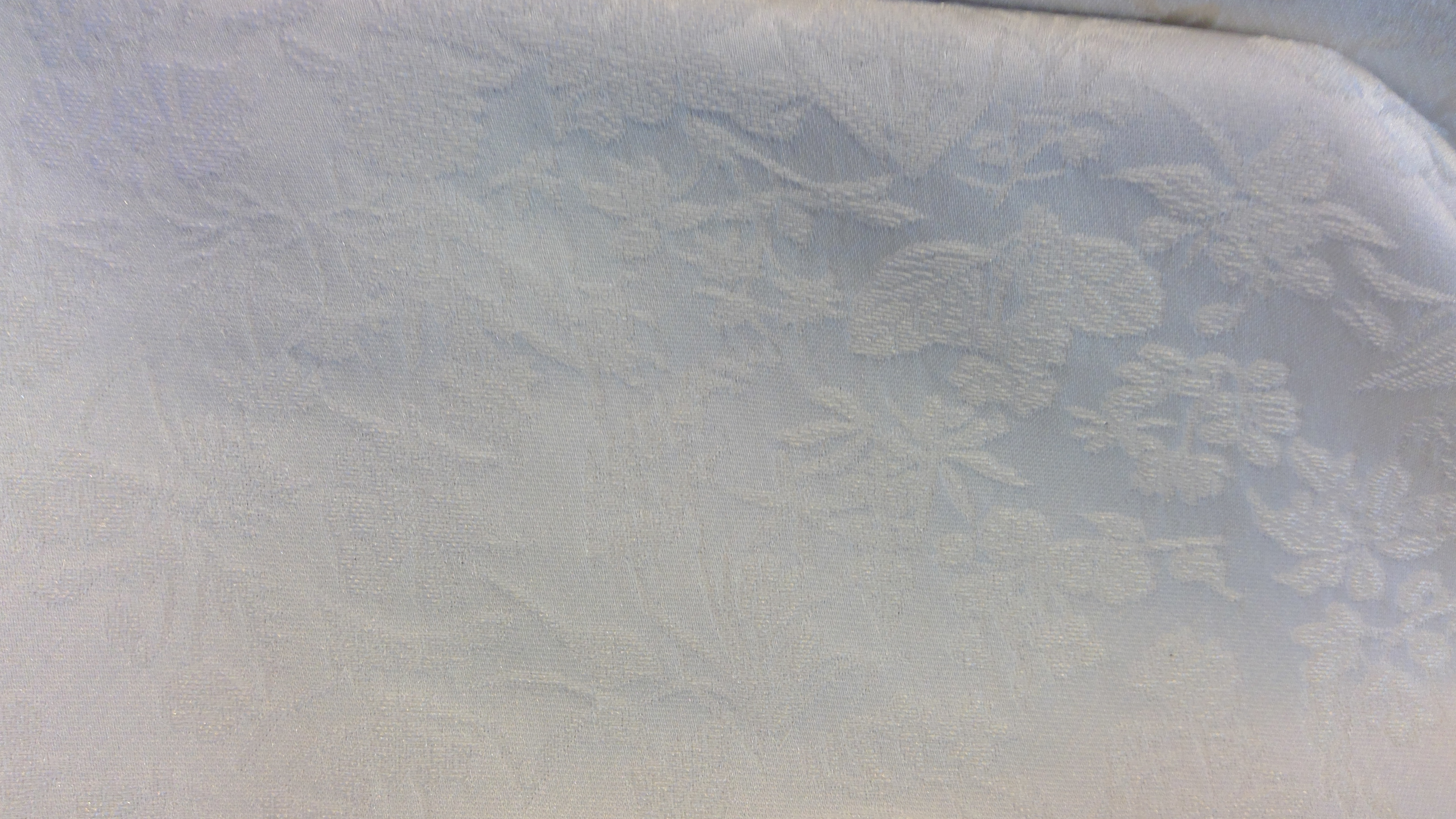
丹後ちりめんの後染め織物

- 丹後ちりめん
- 織機
- 機械式計算機

### 商業

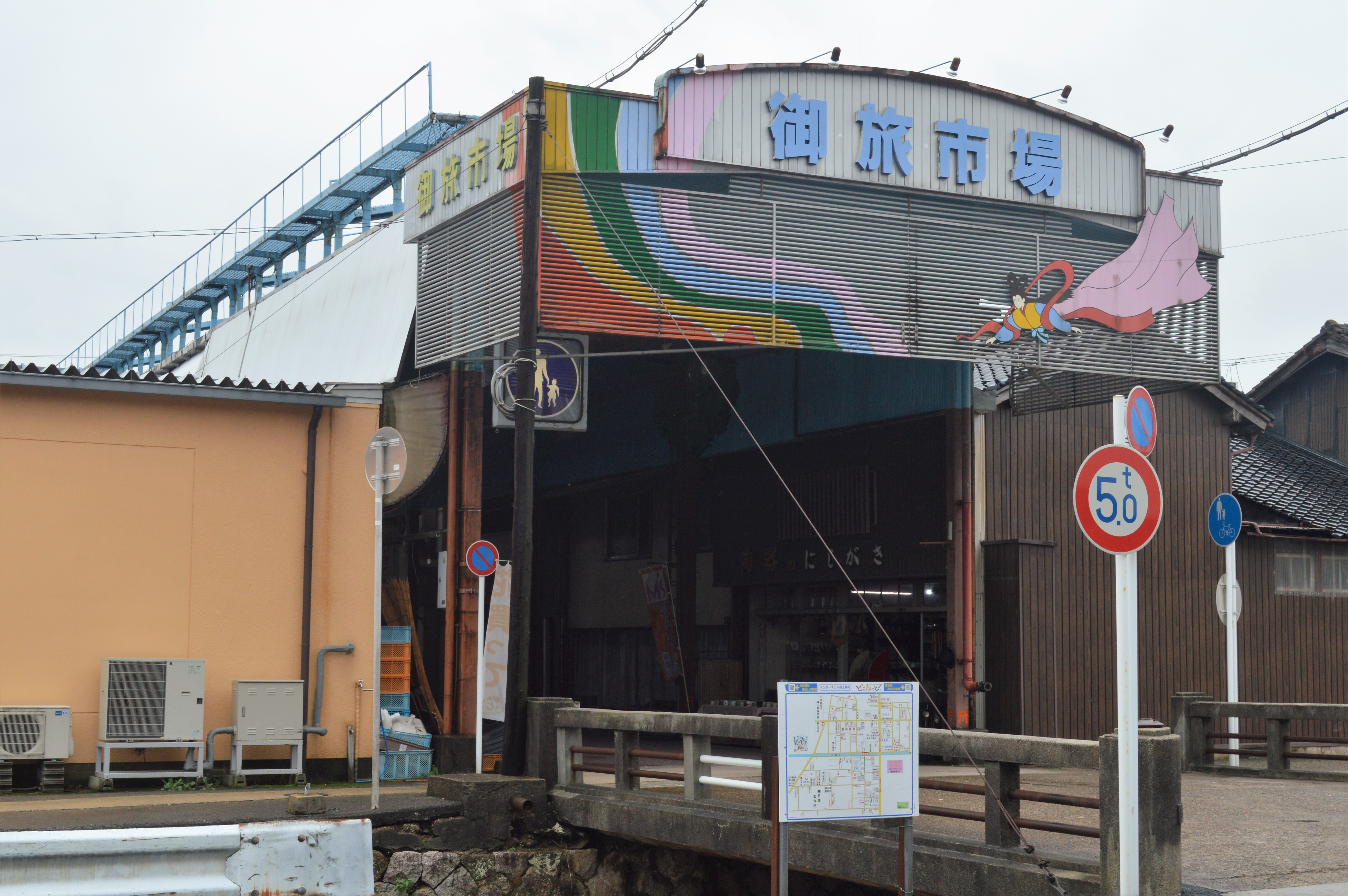
アーケードの御旅商店街

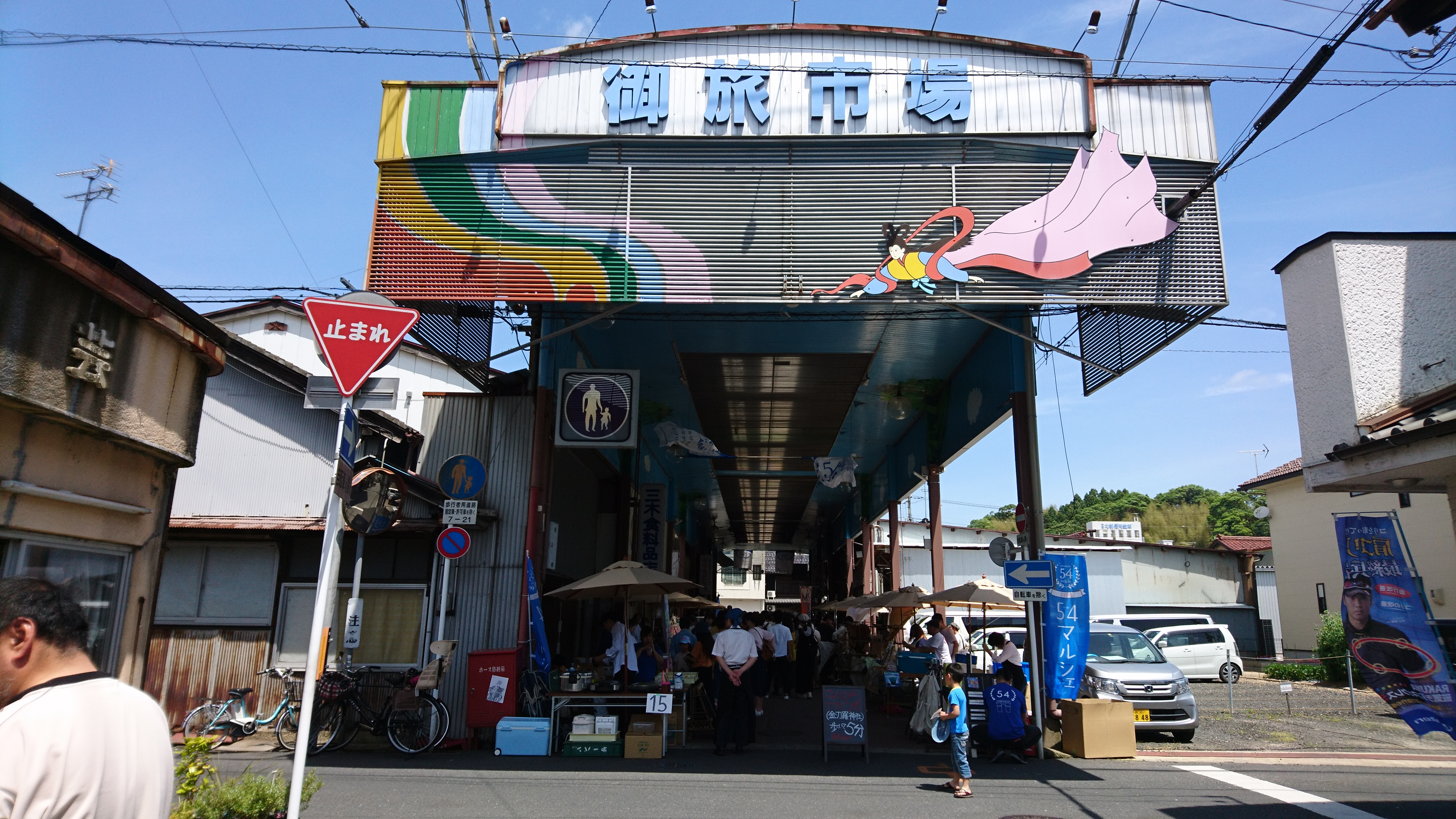
京丹後54マルシェ当日の御旅商店街

1985年（昭和60年）前後には9つの市街地商店街が存在した
- 駅前商店街
- 駅道商店街
- 上本町商店街
- 中央商店街
- 本町商店街
- 金刀毘羅商店街
- 御旅商店街 自称日本一短いアーケード商店街[17]
- 千歳商店街
- 明峰商店街

### 金融業
- 丹後中央信用金庫 1933(昭和8)年に設立された保証責任峰山町庶民信用組合が前身
- 丹後織物信用組合 1949(昭和24)年に設立された丹後織物信用共同組合が前身
- 京都銀行峰山支店 前身は1895(明治28)年5月設立の峰山銀行。その後、丹後商工銀行と改称された。1941(昭和16)年10月の丹波・丹後地方4銀行の合併により丹和銀行となり、1951(昭和26)年に京都銀行に改称[18]
- JA京都丹後 1995(平成7)年に設立

### 農業
- 養蚕
- 養鶏
- 養兎
- 養豚
- 稲作
- 果樹
- 蔬菜
- 園芸
- 飼畜
- 乳牛

## 教育

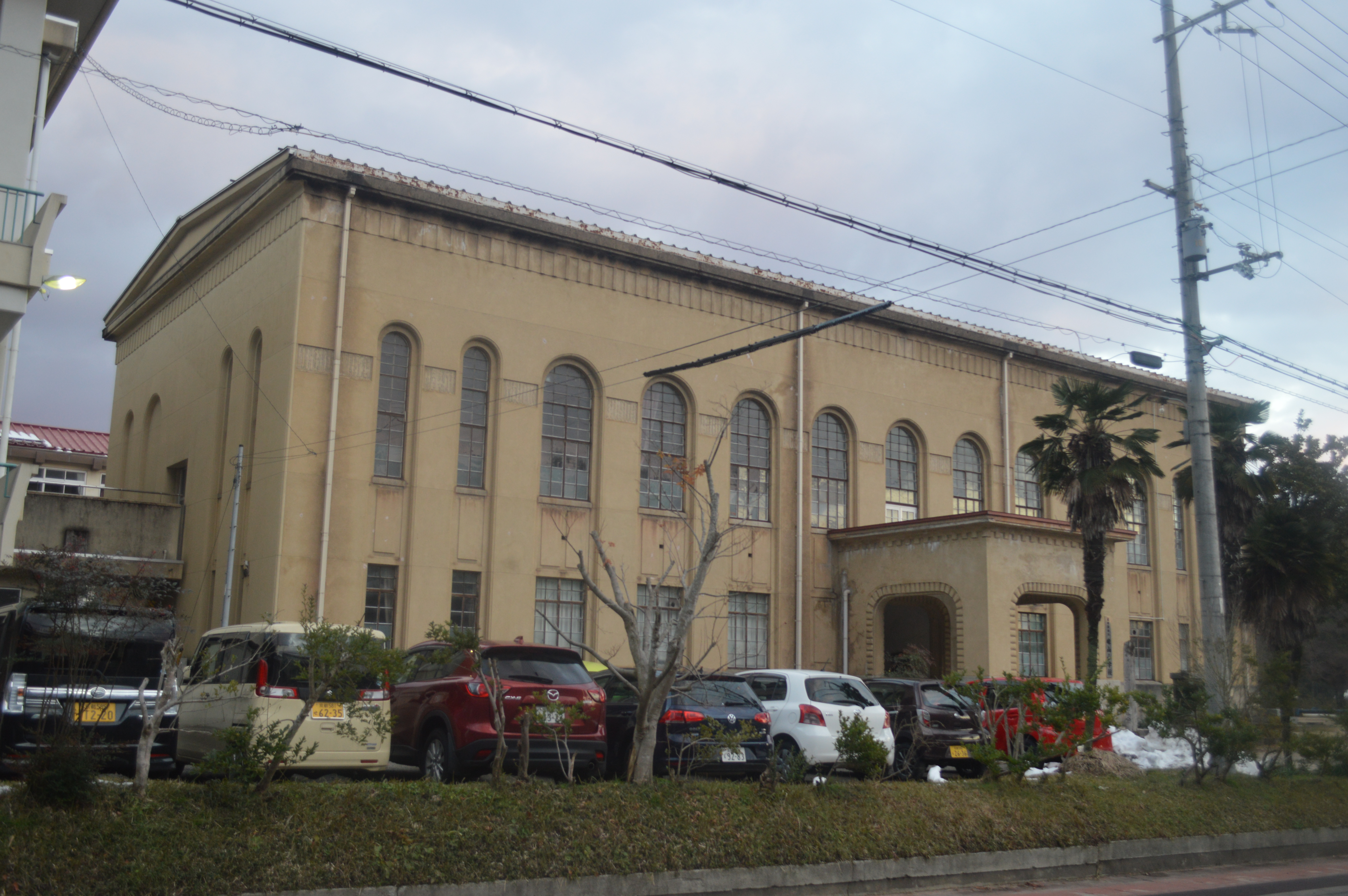
北丹後地震後の1927年に竣工した峰山町立峰山小学校本館

1927年（昭和2年）の北丹後地震では多くの学校の校舎が倒壊した。同年には鉄筋コンクリート造の峰山町立峰山小学校本館が竣工している。
幼稚園
- 峰山幼稚園

小学校
- 峰山町立峰山小学校
- 峰山町立吉原小学校（合併後の2016年3月閉校[19]、現・京丹後市立いさなご小学校）
- 峰山町立五箇小学校（合併後の2016年3月閉校[19]、現・京丹後市立いさなご小学校）
  - かつて成路分校があったが、1983年に休校となり、2004年に廃校となった。[20]
- 峰山町立新山小学校（合併後の2018年3月閉校[19]、現・京丹後市立しんざん小学校）
- 峰山町立丹波小学校（合併後の2018年3月閉校[19]、現・京丹後市立しんざん小学校）
- 峰山町立長岡小学校

中学校
- 峰山町立峰山中学校
  - かつて五箇分校があったが、1992年に峰山中学校に統合された[20]。

高等学校
- 京都府立峰山高等学校

## 隣接していた自治体
- 京都府 : 大宮町、弥栄町、網野町、久美浜町（いずれも現京丹後市）
- 兵庫県 : 但東町（現豊岡市）

## 交通

### 鉄道
- 峰山駅（北近畿タンゴ鉄道宮津線）。

京丹後市発足後の2015年（平成27年）4月1日、北近畿タンゴ鉄道はWILLER TRAINSに譲渡され京都丹後鉄道となった。

## 施設

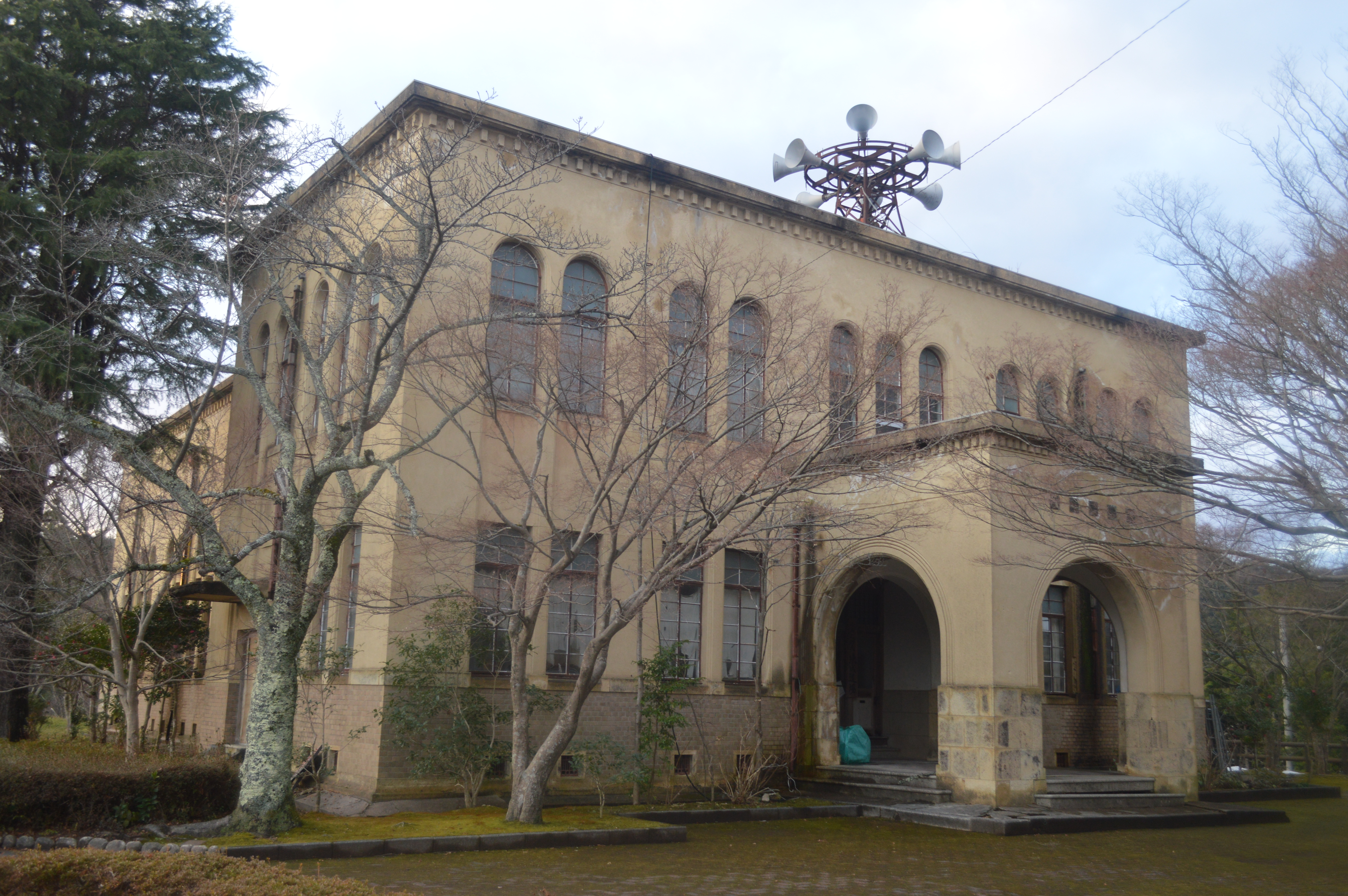
北丹後地震後の1927年に竣工した丹後震災記念館

- 京都府丹後文化会館
- 峰山町中央公民館
- 峰山町立図書館
- 丹後震災記念館（長期休館中）
- 丹後中央病院
- 峰山乳児院
- 峰山総合公園

## 名所・旧跡・観光スポット・祭事・催事
神社仏閣

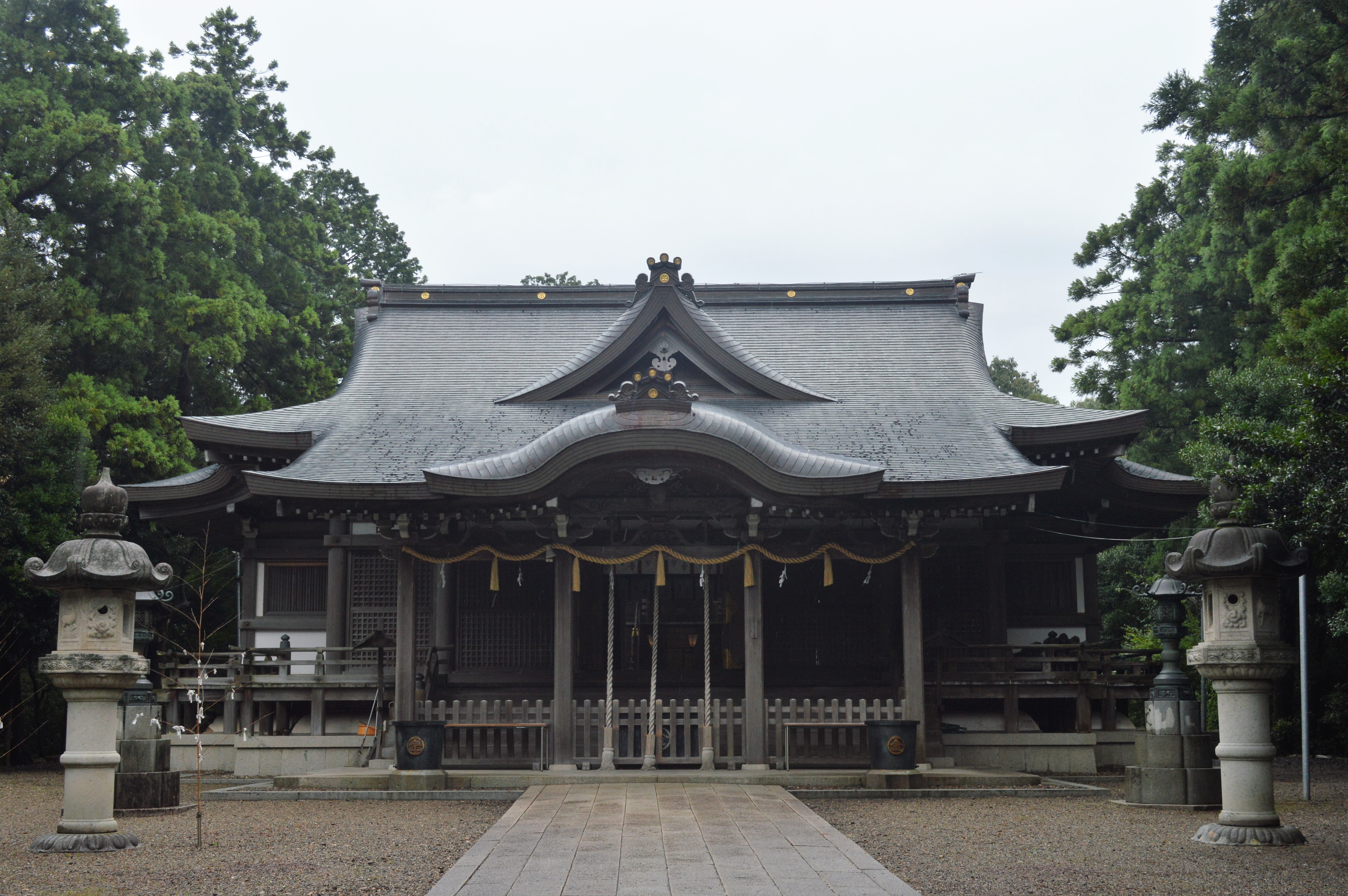
「狛猫」で知られる金刀比羅神社

- 金刀比羅神社 - 海難救助や縁結びの神としてしられ、4月、7月、10月の例祭にはおおきなにぎわいをみせる[1]。
- 金峰神社 - 古くは吉原城（峰山城）のあった権現山に祀られていた旧村社。北丹後地震で倒壊後、1930年（昭和5年）に府道17号線沿いに再建された[21]。
- 比沼麻奈為神社 - 伊勢外宮の豊受大神の故地とされる[1]。
- 月の輪田 - 稲作発祥の地との伝承がある三日月形の田
- 乙女神社
- 縁城寺 - 1000年の歴史ある古寺で、千手観音ほか2点の寺宝が国の重要文化財となっている[1]。
- 増長院
- 全性寺
- 妙経寺
- 常立寺 - 峯山藩主・京極氏の菩提寺[21]
- 慶徳院
- 禅定寺 - 江戸期に誕生した最初の丹後ちりめんが奉納された。
- 峰山城址 - 一色氏、細川氏、京極氏3代の城地とされた[1]。

祭事・催事
- 金刀比羅神社例祭（4・7・10月）
- さつき展（6月）
- 七夕まつり（8月）

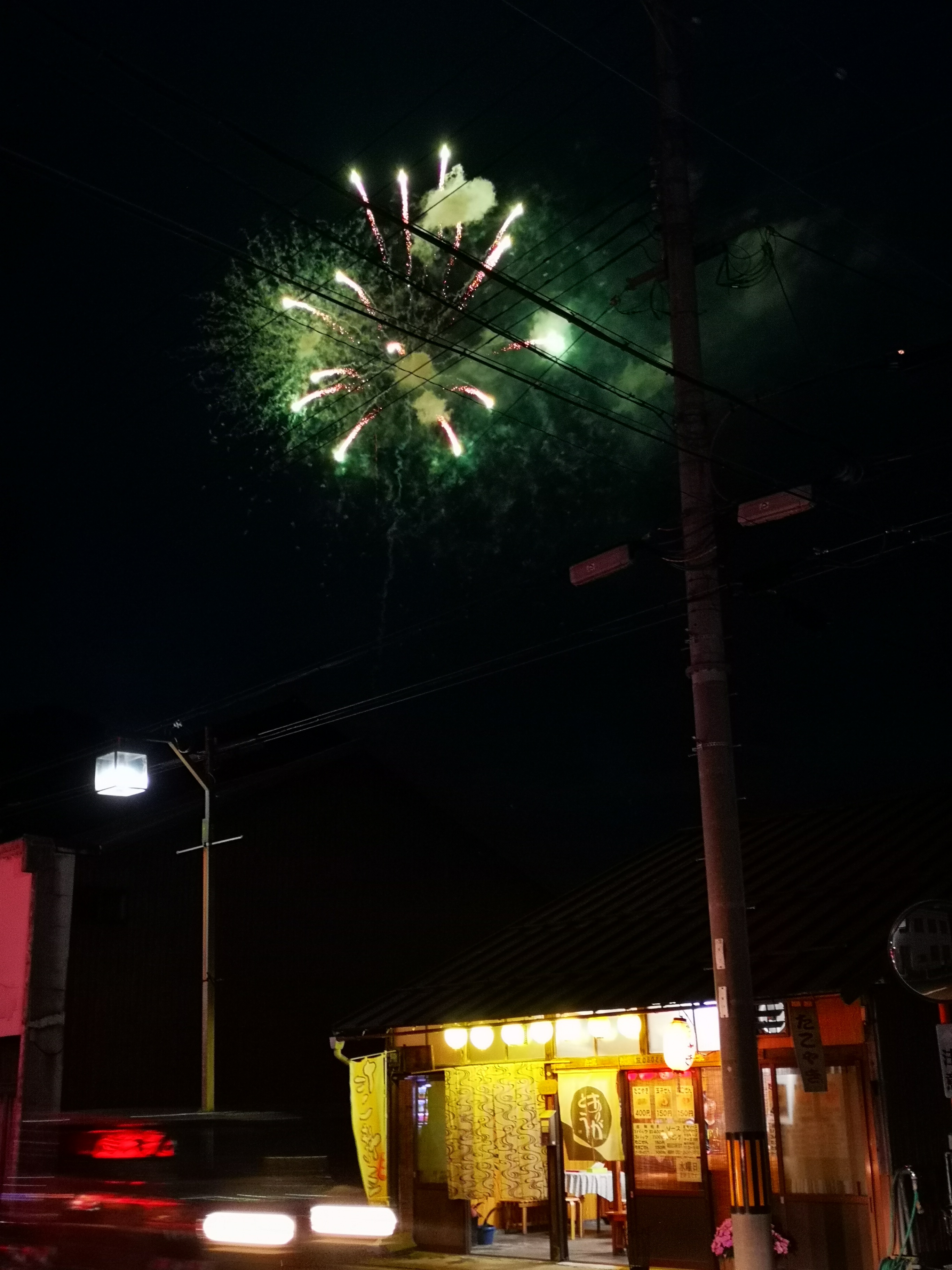
金刀比羅神社の夏季例祭（7月）当日の峰山町内

- フェスタみねやま「飛天」(現フェスタ『飛天』IN京丹後)（8月の第一日曜）
- こまねこまつり - 合併後の2016年に初開催。
- 芋フェスタ（10月）
- 秋まつり（10月）
- みねやま文化祭（11月）
- 峰山産業まつり（9月から11月）

## 出身者

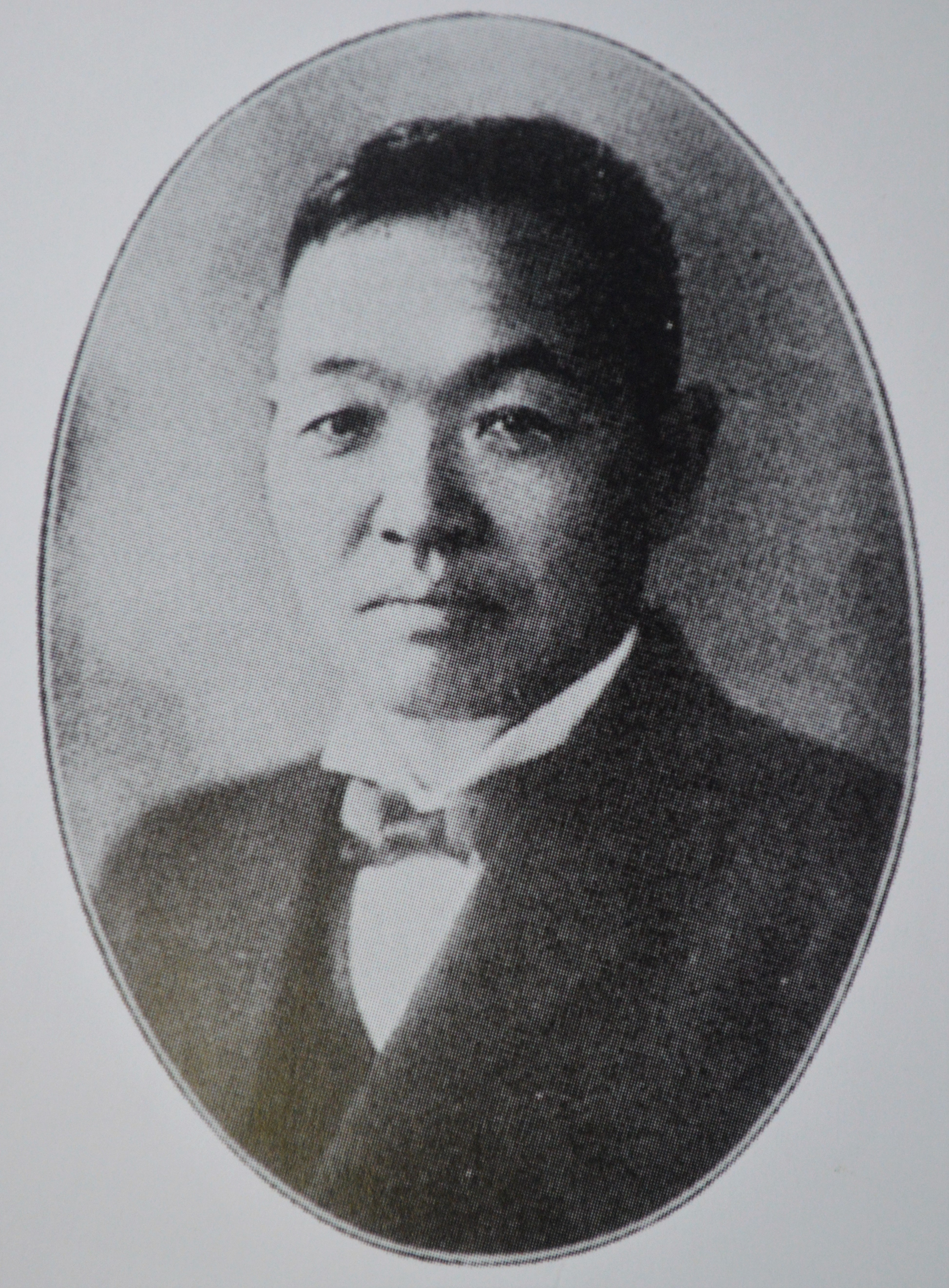
吉村伊助 (4代目)

- 絹屋佐平治 - 織物業者。「丹後ちりめんの始祖」[22]。
- 桑村傳右衛門 - 料亭「和久傳」創業者。
- 松田道(1868-1956)- 女子教育者。女性として初めて、同志社女子専門学校（現在の同志社女子大学）の校長を務めた。
- 吉村伊助 (4代目)(1873-1928)- 実業家・政治家。峰山町長。衆院議員。出生地は兵庫県城崎郡日高町。
- 羽田亨(1882-1955)- 東洋史学者。京都大学総長。
- 田村しげる(1908-1980)- 作曲家。
- 中村とうよう(1932-2011)- 音楽経論家。
- 粟倉泰弘(1940-)- 工学博士。京都大学名誉教授[23]。
- 韓裕(1963-)- 実業家。マルハン代表取締役社長。
- 中邑真輔(1980-)- プロレスラー。
- unchain - ロックバンド。

## 名誉町民
- 韓昌祐(1931-)- マルハン創業者・代表取締役会長。1995年名誉町民推挙[24]。